# 1890年精神錯亂法令
《1890年精神錯亂法令》（英語：Lunacy Act 1890；53 Vict. ch. 5） 是英國國會的一項法令，為1890至1959年英格蘭及威爾斯的精神健康法律奠定了基礎。該法令訂定地方機關有義務維護精神病院。